# دبیرستان ون نایز
دبیرستان ون نایز (به انگلیسی: Van Nuys High School، مخفف: وی‌ان‌اچ‌اس -VNHS-) یک دبیرستان دولتی در ون نایز در لس آنجلس است، که مال ناحیهٔ ۲ اتحادیه مدارس لس آنجلس است. این مدرسه یک برنامهٔ مقیم و سه برنامهٔ تخصصی دارد—ریاضی/علوم، هنرهای نمایشی و پزشکی.
چندین محله، از جمله خیلی از ون نایز، قسمت‌هایی از شرمن اوکس، مگنولیا وودز و ویکتوری پارک به این مدرسه پهنه‌بندی شده‌اند.